# جيمس هيويت
جيمس ليفورد هيويت (بالإنجليزية: James Lifford Hewitt)‏ (ولد في 30 أبريل 1958 في ديري، ايرلندا الشمالية) ضابط سابق في سلاح الفرسان الإنجليزي في الجيش البريطاني. اشتهر في منتصف التسعينات بعد أن كشف عن علاقة رومانسية كان قد انخرط فيها مع ديانا أميرة ويلز في حين كانت لا تزال زوجة لوريث عرش المملكة المتحدة تشارلز أمير ويلز.

## النشأة
ولد هيويت في ديري في أيرلندا الشمالية ونشأ في كنت وديفون. تلقى تعليمه في مدرسة ميلفيلد العامة في ستريت بسومرست.

## السيرة

### المسيرة العسكرية
بعد أن درس في أكاديمية ساندهيرست العسكرية الملكية تم تكليف هيويت بحرس الحياة في الجيش البريطاني في 8 أبريل 1978 كملازم ثاني. تمت ترقيته إلى ملازم في 8 أبريل 1980. نقل من لجنة الخدمة القصيرة إلى اللجنة العادية الخاصة في 1 أكتوبر 1981. تمت ترقيته إلى نقيب في 8 أكتوبر 1984. في 21 أكتوبر 1985 نقل من اللجنة العادية الخاصة إلى اللجنة العادية. في عام 1991 شغل منصب قائد الدبابات القتالية الرئيسية تشالنجر 1 في حرب الخليج الثانية. تم تكريمه «اعترافا بالخدمة خلال العملية في الخليج» في يونيو 1991. فشل في امتحان الترقية إلى رتبة رائد ثلاث مرات. منح رتبة رائد بعد تقاعده.
في 1 مارس 1994 تقاعد من الجيش البريطاني بعد 17 عاما من الخدمة العسكرية.

### المسيرة التجارية والإعلامية
افتتح هيويت شركة للتدريب على الغولف في عام 1994. افتتح بار باسم بيت بولو في الميل الذهبي الأنيق من مربلة في إسبانيا في عام 2009. أغلقه في عام 2013.
في عام 2006 ظهر هيويت كمتسابق في ذا إكس فاكتور: معركة النجوم وهو نسخة للمشاهير من برنامج ذا إكس فاكتور كثنائي مع ريبيكا لوس. كما ظهر في الحلقة الأولى من الموسم الثامن من البرنامج التلفزيوني البريطاني توب جير في مايو من نفس العام للمشاركة مع المشاهير الآخرين في تحديد أوقات اللفة الكهربائية حول أفضل اختبار للعتاد في أحدث عرض «سيارة بأسعار معقولة»: عندما كان مقدمو العروض على ما يبدو لم يعترف به عند وصوله وكانوا على ما يبدو محرجين جدا للاعتراف بقدره وبدلا من أن يتم سؤاله عن اسمه فقد اعتبروه «رجل يتحدث جيدا».

## الحياة الشخصية
في عام 1994 بعد ستة أشهر من تقاعده من الجيش نشرت آنا باسترناك كتاب الأميرة في الحب. كان هيويت مصدرا رئيسيا وزعمت أن هيويت كانت لها علاقة لمدة خمس سنوات مع الأميرة ديانا من 1986 إلى 1991. أكدت ديانا هذه القضية في مقابلة مع بانوراما عام 1995.
في عام 1996 صدر فيلم الأميرة في الحب من قبل ديفيد غرين استنادا إلى الكتاب. جولي كوكس وكريستوفر فيليرز لعبا دوري ديانا وهويت على التوالي.
فكر هيويت في الانتحار بعد انتهاء علاقته مع ديانا. كان يستعد لرحلة إلى فرنسا وأراد أن يطلق النار على نفسه. قال: «حصلت على سيارتي وحملت بعض الأشياء للوصول إلى العبارة للذهاب إلى فرنسا - لاطلاق النار على نفسي.... ثم أصرت والدتي على المجيء معي وإذا لم تكن قد فعلت ذلك فربما كنت قد أطلقت النار على نفسي لذلك أنا مدين لها حياتي حقا».
تم تقديم اقتراحات ثابتة في وسائل الإعلام بأن هيويت وليس تشارلز هو الأب البيولوجي للأمير هاري. ذكر هيويت للصحافة في عام 2002 أن هاري قد ولد بالفعل في الوقت الذي بدأ فيه هيويت وديانا علاقتهما وهو بيان أدلى به أيضا حارس ديانا الشخصي. كرر ذلك في مقابلة في عام 2017.
في عام 2003 حاول هيويت بيع 64 رسالة شخصية من ديانا مقابل 10 ملايين جنيه استرليني. اعتبرت عملية بيع الرسائل خيانة للثقة وانتقدت سارة فيرغسون دوقة يورك قراره ببيع هذه الرسائل. قيل عنها: «خيانة وأعتقد أن الشيء الأكثر رعبا رعبا وخيانة يمكن القيام به لأحد».
في يوليو 2004 ألقي القبض على هيويت خارج مطعم في فولهام مع مراسلة سي إن إن أليسون بيل لحيازته كوكايين. كان هويت المخمور يحمل معه 0.36 غرام (0.013 أوقية) من كوكايين في جيبه. أعطي إنذارا وأطلق سراح بيل من دون توجيه تهمة لها. نتيجة لذلك رفض السماح له بإعادة تراخيص الأسلحة النارية له بسبب «عاداته الحميمة» بعد أن عثرت الشرطة على بندقية مفخخة مفككة على أرضية غرفة المعيشة.
في 14 مايو 2017 أفيد بأن هيويت عانى من نوبة قلبية وسكتة دماغية مما جعله يقاتل من أجل حياته في المستشفى.

## روابط خارجية
- جيمس هيويت على موقع IMDb (الإنجليزية)
- جيمس هيويت على موقع إن إن دي بي (الإنجليزية)
- جيمس هيويت على موقع قاعدة بيانات الفيلم (الإنجليزية)